# Kaplica św. Floriana w Kopojnie
Kaplica św. Floriana – kaplica katolicka (kościół filialny) zlokalizowana we wsi Kopojno, w gminie Zagórów (powiat słupecki). Należy do  parafii Świętych Apostołów Piotra i Pawła w Zagórowie.
Kaplicę wzniesiono staraniem parafian w latach 1995-1996 na terenie ofiarowanym przez Floriannę Kuszkę. Poświęcenie nastąpiło 2 września 1996 z rąk biskupa Romana Andrzejewskiego, sufragana włocławskiego. Wydarzenie to upamiętnia stosowna tablica pamiątkowa przy wejściu.